# Wolfgang Tiefensee
Wolfgang Erwin Bernhard Tiefensee (Gera, 4 gennaio 1955) è un politico tedesco.